# Milán-San Remo 1968
La Milán-San Remo 1968 fue la 59.ª de la Milán-San Remo. La carrera se disputó el 19 de marzo de 1968, siendo el vencedor final el alemán Rudi Altig, que se impuso en solitario en la meta de San Remo, consiguiendo así su primera victoria en esta clásica.

## Clasificación final
| Posición | Ciclista         | Equipo                     | Tiempo     |
| -------- | ---------------- | -------------------------- | ---------- |
| 1        | Rudi Altig       | Salvarani                  | 6h 51' 58" |
| 2        | Charly Grosskost | Bic                        | m. t.      |
| 3        | Adriano Durante  | Max Meyer                  | m. t.      |
| 4        | Edward Sels      | Bic                        | m. t.      |
| 5        | Raymond Poulidor | Mercier-Hutchinson-BP      | m. t.      |
| 6        | Rolf Maurer      | Zimba Automatic-Mondia     | m. t.      |
| 7        | Roberto Ballini  | Max Meyer                  | m. t.      |
| 8        | Edy Schutz       | Molteni                    | + 11"      |
| 9        | Walter Godefroot | Flandria-De Clerck-Krueger | m. t.      |
| 10       | Rik van Looy     | Willem II-Gazelle          | + 15"      |